# Dance Dance Danseur
Dance Dance Danseur (ダンス・ダンス・ダンスール Dansu Dansu Dansūru) ist eine Mangareihe des Mangaka George Asakura, die seit 2015 veröffentlicht wird. Der Sport-Manga erfuhr eine Umsetzung als Anime-Fernsehserie, dessen erste Episode im April 2022 im japanischen Fernsehen ausgestrahlt wurde. Die Geschichte folgt einem Jugendlichen, der seine Begeisterung fürs Ballett wiederentdeckt und erste erfolgreiche Schritte zu einer Karriere als professioneller Tänzer macht. 

## Inhalt
Nachdem Junpei Murao (村尾 潤平) als kleines Kind von Ballett begeistert war, wurde ihm der als mädchenhaft verschriene Tanz immer peinlicher und er begann mit Kampfsport. Auch eiferte er seinem verstorbenen Vater nach, der Kampfsportler und Regisseur von Actionfilmen war. Doch heimlich probte Junpei in seinem Zimmer weiterhin auch Ballett. Mit 14 erfährt er durch Zufall, dass die attraktive Mitschülerin Miyako Godai (五代 都) in der Ballettschule ihrer Mutter tanzt. Da Junpei sich in sie verliebt hat, zeigt er ihr sein ungeschliffenes Können und weckt damit auch das Interesse von Miyakos Mutter Chizuru. Die ist zwar von seinem Temperament, seiner Widerspenstigkeit und seinen vielen falsch eintrainierten Bewegungen entsetzt, sieht aber auch viel Talent. So wirbt sie Junpei schließlich für die Schule an und er beginnt erstmals seit langem wieder ernsthaften Unterricht. Dabei erfährt er, dass bei den Godais noch Miyakos Cousin Luō Mori wohnt, der sich jedoch in sein Zimmer verkrochen hat und nur nachts zum Üben ins Tanzstudio geht. Er wurde von seiner Großmutter von klein auf für das Ballett trainiert und dabei gequält. Doch seine Bewegungen und sein Können beeindrucken Junpei. Er befürchtet aber auch, dass Miyako, die Luō in Schutz nimmt, eher in ihn verliebt ist. Beim Training fallen ihm die Grundlagen schwer und der Unterricht steht in Konflikt mit seinen Freunden, Schulklub und der Familie. So will er bald wieder alles aufgeben.
Der bisher immer zu Hause verkrochene Luō geht nun plötzlich doch zur Schule. Dort wird er schnell zur Zielscheibe von Mobbing. Denn die Anderen bekommen mit, dass er der Sohn einer bekannten Tänzerin ist. Bei einer Vorführung zwingen sie ihn, im Kleid seiner Mutter zu tanzen. Als Luō dann beeindruckend Ballett tanzt, sind jedoch alle von ihm eingenommen und auch durch Junpeis Einmischung danach hat das Mobbing ein Ende. Luōs mutiger Auftritt überzeugt Junpei, nun doch alles andere zurückzulassen und sich dem Ballett zu widmen. Auch von seiner Familie wird er nun unterstützt. So trainieren sie gemeinsam für den Auftritt bei einem baldigen Wettbewerb. Junpei muss hart arbeiten, um zumindest die Grundlagen ausreichend zu beherrschen. Sie treten mit einem Stück aus Schwanensee auf, mit Junpei als Prinz, Miyako als Prinzessin und Luō als Rotbart. Aus einem plötzlichen Rausch im Tanz wandelt Junpei das Ende ab und verleitet auch Luō zu einer improvisierten Einlage, die das Publikum begeistert. Doch die Jury unter der Tanzlehrerin Ayako Oikawa missfällt die Abweichung vom klassischen Ballett, weswegen die Gruppe nicht gewinnt. Luō ist besonders enttäuscht, denn ihm war für den Sieg die erhoffte Teilnahme an einem internationalen Wettbewerb versprochen worden. Und die Tanzschule Godai bekommt Probleme, weil viele Eltern bemerkt haben, dass der renommierten Lehrerin Oikawa die Ergebnisse dieser Schule missfallen.
Junpei will die Konsequenzen seines eigenmächtigen Tanzes beim Wettbewerb wiedergutmachen und fährt mit Luō im Schlepptau zum Sommerkurs der Tanzschule Oikawa. Er will sich die Achtung der Lehrerin erarbeiten und damit den Ruf der Tanzschule Godai wiederherstellen. Auch versteht er nicht, wieso sie beim Wettbewerb so schlecht bewertet wurden, obwohl es dem Publikum gefiel. Beim Kurs lernen die beiden viele andere junge Tänzer kennen, die es auf das Stipendium der Schule abgesehen haben. Schnell lernt Junpei, wie wichtig die Grundlagen des Ballett sind und warum seine Improvisation so schlecht bewertet wurde. Auch wenn es ihm noch an vielem mangelt, erhält er Achtung von Lehrern und manchem Schüler dafür, wie schnell er lernen kann. Doch damit wird auch die Konkurrenz mit den anderen Schülern stärker, auch wenn sie sich während des Trainings anfreunden, und nach einiger Zeit zeigt auch Luō, wie gut er bereits tanzen kann. Durch einige Tricks der anderen wird Junpei dazu verleitet, Miyako endlich seine Liebe zu gestehen, die sie sogar erwidert. Luō wird Zeuge davon und fühlt sich von Miyako verraten. Er zieht sich zurück und Junpei bereut, will dass Miyako bei Luō bleiben soll, der sie als seinen einzigen Kontakt seit der Kindheit so dringend braucht. Zugleich wird Junpei von Oikawa angeboten, das Stipendium zu erhalten, wenn er bei der Tanzschule Godai aufhört. Doch Miyako und Luō sind ihm zunächst wichtiger. Gemeinsam mit seiner Freundin kann er Luō helfen, als der im Altenheim noch ein letztes Mal versucht, die Anerkennung seiner nun dementen Großmutter zu erhalten. Chizuru will ihn weiter unterrichten und ihm helfen, sich vom Fluch seiner Großmutter zu befreien. Junpei schafft es gerade noch rechtzeitig, mit einem außergewöhnlichen Tanz das Stipendium zu erhalten.

## Veröffentlichung
Der Manga erscheint seit September 2015 im Seinen-Magazin Big Comic Spirits beim Verlag Shogakukan. Dieser brachte die Kapitel auch gesammelt in bisher 30 Bänden heraus (Stand: Mai 2025). Der siebte Band verkaufte sich innerhalb der ersten Woche nach Veröffentlichung über 12.000 Mal.
Eine deutsche Fassung erscheint seit April 2023 bei Tokyopop in einer Ausgabe mit bisher neun Doppelbänden (Stand: Mai 2025), die je zwei Bände der japanischen Ausgabe umfassen. Die Übersetzung stammt von Miryll Ihrens. Bei J-Pop erscheint eine Übersetzung ins Italienische.

## Anime-Umsetzung
Unter der Regie von Munehisa Sakai entstand bei Studio MAPPA eine Adaption des Mangas als Anime für das japanische Fernsehen. Hauptautorin war Yoshimi Narita. Das Charakterdesign entwarf Hitomi Hasegawa und die künstlerische Leitung lag bei Mari Fujino. Die 3D-Animationen entstanden unter der Leitung von Tomoko Washida und für die Kameraführung waren Chika Toda und Madoka Yagi verantwortlich. Produzenten waren Akihiko Okada, Hiroshi Kamei und Yuta Uchiyama.
Der Anime wurde erstmals im April 2021 angekündigt. Die elf Folgen wurden vom 9. April bis zum 18. Juni 2022 von den Sendern MBS und TBS in Japan ausgestrahlt. Parallel fand international die Veröffentlichung per Streaming auf der Plattform Crunchyroll statt, in Südostasien bei Disney+. Bei Crunchyroll wurden Fassungen mit Untertiteln unter anderem auf Englisch und Deutsch zugänglich gemacht.

### Synchronisation
| Rolle         | Japanische Stimme (Seiyū) |
| ------------- | ------------------------- |
| Junpei Murao  | Daiki Yamashita           |
| Miyako Godai  | Kaede Hondo               |
| Misaki Yasuda | Kōhei Amasaki             |
| Luō Mori      | Kōki Uchiyama             |
| Chizuru Godai | Mayumi Asano              |

### Musik
Die Musik der Serie komponierte Michiru. Der Vorspanntitel ist Narihibiku Kagiri von Yuki und das Abspannlied ist Kaze, Hana von Hitorie.